# رودني توماس
رودني توماس (بالإنجليزية: Rodney Thomas)‏ هو لاعب كرة قدم أمريكية أمريكي، ولد في 30 مارس 1973 في ترينيتي في الولايات المتحدة، وتوفي في 14 يونيو 2014 في غروفتون في الولايات المتحدة.

## وصلات خارجية
- رودني توماس على موقع مرجع كرة القدم المحترفة.كوم (الإنجليزية)
- رودني توماس على موقع IMDb (الإنجليزية)